# Сан Бово (Асти)
Сан Бово је насеље у Италији у округу Асти, региону Пијемонт.
Према процени из 2011. у насељу је живело 44 становника. Насеље се налази на надморској висини од 306 м.